# Israëlzondag
Israëlzondag is een jaarlijks terugkerende themazondag in de Protestantse Kerk in Nederland, die wordt gehouden op de eerste zondag van oktober. De themazondag werd ingesteld in 1949 om aandacht te geven aan de relatie tussen de christelijke kerk en het Joodse volk.

## Betekenis
Israëlzondag is voor veel lutherse, protestantse en gereformeerde kerken een speciale zondag. Vaak wordt de liturgie, de preek en de collecte afgestemd op deze zondag. Door kerken, deputaatschappen en stichtingen wordt er voorbereidingsmateriaal voor voorgangers en leiders van de kindernevendienst beschikbaar gesteld. Over de verhouding tussen kerk en Israël wordt onder christenen veel gediscussieerd en zijn er verschillende opvattingen. Hierdoor wordt ook de Israëlzondag verschillend getaxeerd. J. van der Graaf (een voorman van de Gereformeerde Bond) stelde: het is ontegenzeggelijk zo dat een instituut dat zich niet meer verbonden weet met z’n wortels, geen toekomst heeft. Dat wil volgens hem niet zeggen dat de onopgeefbare verbondenheid van de kerk met het volk Israël gelijk gesteld mag worden aan kritiekloze verbondenheid met de regering van de staat Israël. De naam Israëlzondag wil de aandacht in spreken en gebeden niet beperken tot de moderne staat Israël. In spreken en gebeden is er ruimte om zowel aan de wereldwijd verspreide aanhangers van het Jodendom, de Joden die Jezus als de Messias belijden, de moderne staat Israël als aan de Palestijnen te denken.

## Herkomst
De synode van de Nederlandse Hervormde Kerk stelde in 1949 een Israëlzondag in. Dat was kort na de Tweede Wereldoorlog en Shoa en de vestiging van de staat Israël. Later volgden ook de Gereformeerde Kerken (1984) en de Evangelisch-Lutherse Kerken (1988) met de viering van een Israëlzondag. 
De Protestantse Kerk in Nederland - die in 2004 is ontstaan uit een fusieproces van de drie bovengenoemde kerkgenootschappen - stelt dat er drie motieven zijn voor Israëlzondag:
- Gestalte geven aan de liefde voor het volk Israël
- Bezinning op de relatie van de Kerk met Israël
- Gebed voor het volk Israël.[2]

In de kerkorde van de Protestantse Kerk in Nederland wordt gesteld dat de kerk geroepen is gestalte te geven aan haar onopgeefbare verbondenheid met het volk Israël. Hier wordt niet de (moderne) Israëlische staat mee bedoeld, maar het volk Israël in Bijbelse zin. De Israëlzondag is een manier om aan deze 'onopgeefbare verbondenheid' gestalte te geven. In de Rooms-Katholieke Kerk houdt men sinds 2008 de ‘Dag van het Jodendom’. In 2016 heeft de synode van de Christelijke Gereformeerde Kerken een deputaatschap de opdracht gegeven om de gemeenten op te roepen op de eerste zondag van oktober extra aandacht te schenken aan Israël.

## Liturgie
Tijdens de dienst(en) op Israëlzondag is het gebruikelijk om psalmen te zingen waarin Gods bemoeienis met Israël met nadruk naar voren komt. Denk aan de psalmen: 28, 29, 53, 68, 73, 78, 81, 89, 95, 98, 99, 103, 105, 114, 118, 121, 130, 135, 136 en 147. Uit het Liedboek voor de Kerken kan gezang 434 vers 5 worden gezongen, waar staat: “christenen looft Hem met Abrahams kinderen samen”. In de bundel Opwekking staat Psalm 133 in het Hebreeuws met de naam ‘Hine ma tov’.